# Nanny McPhee
Nanny McPhee is een Brits-Amerikaanse kinderfilm uit 2005, geregisseerd door Kirk Jones. De film is gemaakt naar een script van hoofdrolspeelster Emma Thompson, naar de boeken over Nurse Matilda door Christianna Brand, die zich op haar beurt baseerde op verhalen voor het slapengaan die in haar familie verteld werden.

## Verhaal
De titelfiguur is de magische Nanny McPhee, een kinderjuffrouw die orde moet brengen in een gezin met kinderen. 
De handelende personen in de film zijn de kinderen die afwisselend kattenkwaad uithalen of poeslief doen. De kinderen halen aan het eind van de film bijna net zo veel en zulke rare streken uit als aan het begin van de film, maar aan het eind van de film zijn deze niet meer naar binnen (binnenshuis, tegen de kinderjuffrouw) gericht, maar naar buiten (buitenshuis, met goedvinden van de kinderjuffrouw, tegen de aanstaande boze stiefmoeder).
Omdat de kinderen elk een typetje neerzetten heeft het kinderpubliek ruime gelegenheid om zich naar keuze te identificeren met een van de kinderen. De film zit vol actie, in wilde kleur en maakt gebruik van computergegenereerde visuele effecten en sprookjesachtige decors. De titelfiguur is bij haar verschijning lelijk, maar gaande de film vermindert haar lelijkheid om op het einde plots te verdwijnen, alvorens ze ook zelf verdwijnt.

## Rolverdeling
| Acteur                 | Personage                       |
| ---------------------- | ------------------------------- |
| Emma Thompson          | Nanny McPhee                    |
| Colin Firth            | Vader, Cedric                   |
| Kelly Macdonald        | Keukenmeisje, Evangeline        |
| Celia Imrie            | Boze stiefmoeder, Selma Quickly |
| Imelda Staunton        | Kokkin                          |
| Angela Lansbury        | Oudtante Adelaide               |
| Thomas Brodie-Sangster | Oudste zoon, Simon              |
| Eliza Bennett          | Oudste dochter, Tora            |
| Raphael Coleman        | Zoon, Eric                      |
| Jennifer Rae Daykin    | Dochter, Lily                   |
| Holly Gibbs            | Dochter, Chrissie               |
| Sam Honywood           | Zoon, Sebastian                 |
| Derek Jacobi           | Figurant, Mr. Wheen             |
| Patrick Barlow         | Figurant, Mr. Jowls             |
| Eleanor McCready       | Figurant, Mrs. Ada Wheen        |

## Ontvangst
De film is over het algemeen positief ontvangen en wordt hetzij positief, hetzij negatief vergeleken met Mary Poppins. Wat deze beide films gemeen hebben is in de eerste plaats het algemene thema: de magische kinderjuffrouw die kort na het begin van de film komt en voor het einde van de film weer vertrekt, als haar werk gedaan is. Ten tweede bepaalde aspecten van de setting, zoals het zeer Britse karakter van de hoofdpersonen en de plaats van handeling: het gezin woont in een groot, goed ingericht huis, met personeel dat naast de kinderjuffrouw bestaat uit een kokkin en een dienst/keukenmeisje. Maar waar Mary Poppins met zachte hand en een krachtige persoonlijkheid optreedt, speels ondersteund door magie, handelt Nanny McPhee voornamelijk door harde, bijna zwarte, magie, waarbij haar persoonlijkheid slechts bij vlagen doorschemert.

## Trivia
- De baby wordt gespeeld door een eeneiige tweeling
- Dit is het eerste filmoptreden in meer dan 20 jaar van televisieactrice Angela Lansbury, die eerder in ditzelfde genre optrad in Bedknobs and Broomsticks.
- Colin Firth, Emma Thompson en Thomas Brodie-Sangster spelen ook samen in de film Love Actually.
- Emma Thompson en Imelda Staunton spelen beide een rol in de vijfde Harry Potter film Harry Potter en de Orde van de Feniks.